# رابرت گیبس
رابرت گیبس (انگلیسی: Robert Gibbs؛ زادهٔ ۲۹ مارس ۱۹۷۱) یک سیاست‌مدار اهل ایالات متحده آمریکا است.